# Josef C. Böck-Greissau
Josef C. Böck-Greissau (* 5. April 1893 in St. Michael in Obersteiermark; † 21. April 1953 in Wien bis 1919 Freiherr Böck von Greissau) war ein österreichischer Industrieller und Politiker (ÖVP).
Er absolvierte die Offiziersausbildung an der Technischen Militärakademie in Mödling und nahm am Ersten Weltkrieg als Artillerie- und Generalstabsoffizier teil. Nach dem Krieg war er in verschiedenen Industrieunternehmen in Österreich und Deutschland tätig.
Im Jahr 1947 wurde er Vizepräsident der Vereinigung Österreichischer Industrieller sowie der Niederösterreichischen Handelskammer. Von 1949 bis 1953 war er Abgeordneter zum Nationalrat.
Außerdem war Böck-Greissau von 1952 bis zu seinem Tod 1953 Bundesminister für Handel und Wiederaufbau unter Bundeskanzler Leopold Figl.
Er wurde am Döblinger Friedhof bestattet.